# Данила Кобякович
Данила Кобя́кович (? — 1223) — половецкий хан (приднепровских половцев), сын хана Кобяка.

## Биография
Был одним из сыновей половецкого хана Кобяка, крестившись, получил имя Данила.
В 1203 году вместе с Кончаком участвовал в разорении Киева Рюриком Ростиславичем и Ольговичами. Сам город был разграблен и сожжён, а половцы разграбили город, захватив большую добычу и уведя в степи множество пленных, до этого были убиты священники, старые и больные жители; за выкуп были освобождены иностранные купцы.
В 1223 году был убит монголами Джэбэ и Субэдэя во время бегства к Днепру.